# Авганистан на Светском првенству у атлетици на отвореном 2023.
Авганистан је учествовао на 19. Светском првенству у атлетици на отвореном 2023. одржаном у Будимпешти од 19. до 27. августа. Ово је десето учешће Авганистана на СП. Репрезентацију Авганистана представљао је 1 такмичар који се такмичио у трци на 100 метара.,
На овом првенству такмичар Авганистана није освојио ниједну медаљу нити је остварио неки резултат пошто није завршио трку. 

## Учесници
Мушкарци: 
- Саид Гилани — 100 м

## Резултати

### Мушкарци
| Атлетичар   | Дисциплина | Лични рекорд | Предтакмичење     | Предтакмичење     | Квалификације        | Квалификације        | Полуфинале           | Полуфинале           | Финале               | Финале               | Детаљи |
| Атлетичар   | Дисциплина | Лични рекорд | Резултат          | Место             | Резултат             | Место                | Резултат             | Место                | Резултат             | Место                | Детаљи |
| ----------- | ---------- | ------------ | ----------------- | ----------------- | -------------------- | -------------------- | -------------------- | -------------------- | -------------------- | -------------------- | ------ |
| Саид Гилани | 100 м      | 11,13        | Није завршио трку | Није завршио трку | Није се квалификовао | Није се квалификовао | Није се квалификовао | Није се квалификовао | Није се квалификовао | Није се квалификовао |        |